# Saito Ryuji
Ryuji Saito (才藤 龍治 Saito Ryuji, sinh ngày 12 tháng 3 năm 1993, ở Tokyo) là một cầu thủ bóng đá người Nhật Bản. Anh thi đấu cho FC Ryukyu.

## Thống kê câu lạc bộ
Cập nhật đến ngày 23 tháng 2 năm 2017.
| Thành tích câu lạc bộ | Thành tích câu lạc bộ | Thành tích câu lạc bộ | Giải vô địch | Giải vô địch | Cúp                   | Cúp                   | Tổng cộng | Tổng cộng |
| Mùa giải              | Câu lạc bộ            | Giải vô địch          | Số trận      | Bàn thắng    | Số trận               | Bàn thắng             | Số trận   | Bàn thắng |
| Nhật Bản              | Nhật Bản              | Nhật Bản              | Giải vô địch | Giải vô địch | Cúp Hoàng đế Nhật Bản | Cúp Hoàng đế Nhật Bản | Tổng cộng | Tổng cộng |
| --------------------- | --------------------- | --------------------- | ------------ | ------------ | --------------------- | --------------------- | --------- | --------- |
| 2015                  | FC Ryukyu             | J3 League             | 27           | 3            | 1                     | 0                     | 28        | 3         |
| 2016                  | FC Ryukyu             | J3 League             | 22           | 4            | 0                     | 0                     | 22        | 4         |
| Tổng                  | Tổng                  | Tổng                  | 49           | 7            | 1                     | 0                     | 50        | 7         |